# Sidhauli
Sidhauli là một thị xã và là một nagar panchayat của quận Sitapur thuộc bang Uttar Pradesh, Ấn Độ.

## Địa lý
Sidhauli có vị trí 27°17′B 80°50′Đ / 27,28°B 80,83°Đ Nó có độ cao trung bình là 138 mét (452 feet).

## Nhân khẩu
Theo điều tra dân số năm 2001 của Ấn Độ, Sidhauli có dân số 19.536 người. Phái nam chiếm 53% tổng số dân và phái nữ chiếm 47%. Sidhauli có tỷ lệ 64% biết đọc biết viết, cao hơn tỷ lệ trung bình toàn quốc là 59,5%: tỷ lệ cho phái nam là 70%, và tỷ lệ cho phái nữ là 56%. Tại Sidhauli, 16% dân số nhỏ hơn 6 tuổi.